# Rundschreiben

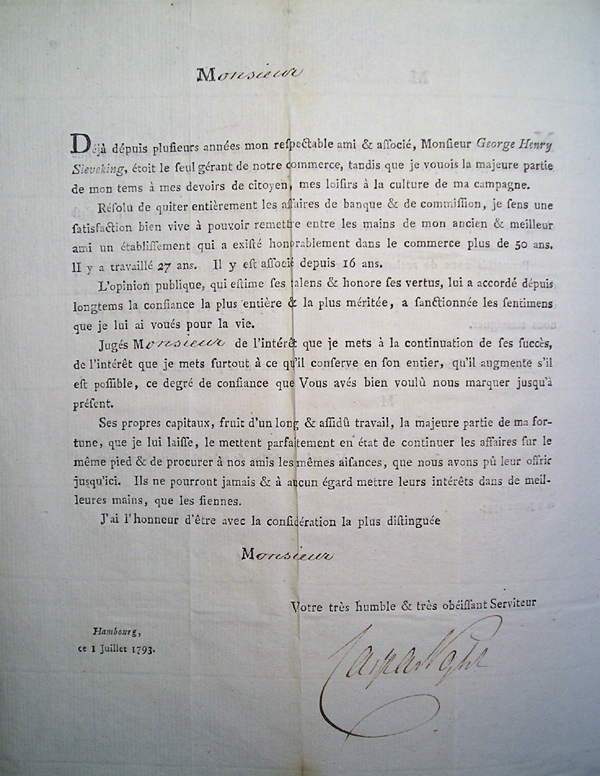
Geschäftsrundschreiben („Zirkular“) des Kaufmanns Caspar Voght von 1793, mit dem er über den Rückzug aus einem gemeinsamen Unternehmen informiert

Ein Rundschreiben (auch Rundbrief, Umlaufschreiben, Kreisbrief, Zirkularschreiben oder einfach nur Circulare bzw. Zirkular; österreichisch „Kurrende“) ist ein Schriftstück, das über Kommunikationssysteme (etwa Briefe durch die Post) in mehrfacher Kopie an mehr als einen Empfänger versandt wird. Damit kann gleichzeitig einer Gruppe von Empfängern dieselbe Information zugesandt werden. Pendant in der Nachrichtentechnik ist das Rundsenden.

## Arten
Moderne Formen des Rundschreibens in der Kommunikation über das Internet sind per E-Mail – insbesondere über Mailinglisten – versendete Rundmails und elektronische Newsletter. Bedeutende päpstliche Rundschreiben sind die Enzykliken.

### Deutschland
Im öffentlichen Sektor sind Ministerien oder Behörden Absender von Rundschreiben. Diese stellen einen Verwaltungsakt in Form einer Sammelverfügung gemäß § 35 Satz 2 VwVfG dar, wenn hiermit eine hoheitliche Maßnahme zur Regelung eines Einzelfalls mit unmittelbarer Rechtswirkung nach außen getroffen wird wie bei den Rundschreiben der BaFin an Kreditinstitute oder Versicherer.

### Österreich
Rundschreiben von Hoheitsträgern können je nach Inhalt der Hoheitsverwaltung oder Privatwirtschaftsverwaltung zugeordnet werden. Entscheidend ist die Verbindung zu einer hoheitlichen oder privatwirtschaftlichen Handlung oder Anordnung etc. darin, ähnlich wie bei Durchführungserlässen, Weisungen oder publizierten Broschüren.